# بلاج دو برادو

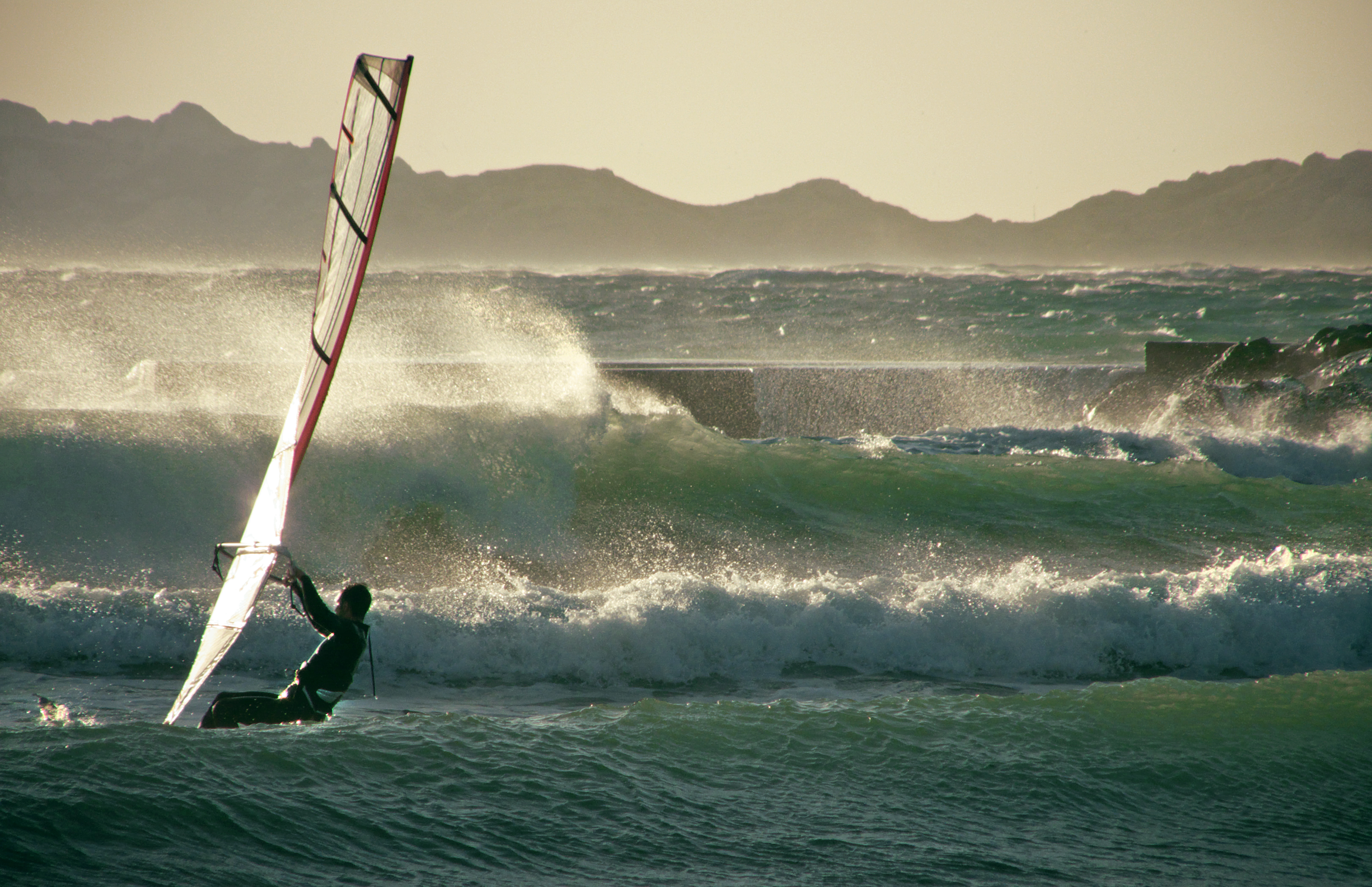
بلاج دو برادو في مارسيليا.

بلاج دو برادو (بالفرنسية: Plage du Prado)‏ شاطئ في مرسيليا بفرنسا على ساحل البحر المتوسط. إنشئ في سبعينيات القرن العشرين، من الحصى المستخرجة من أعمال إنشاء مترو مرسيليا. استضاف الشاطئ كأس العالم لكرة القدم الشاطئية في العام 2008، وخلال أحداث البطولة تم استضافة 16 منتخبًا من 16 بلدًا للتتويج بلقب البطولة العالمية. جميع مباريات المجموعة والمباريات النهائية جرت في هذا الشاطئ، وكانت تلك هي المرة الأولى التي تقام فيها هذه البطولة خارج البرازيل.